# 乔安娜·斯廷格雷
乔安娜·斯廷格雷（英語：Joanna Stingray，羅馬化：Dzhoanna Stingrey [dʐɐˈanə sʲtʲɪnˈɡrɛj]；其出生時名为乔安娜·菲尔兹（Joanna Fields）；1960年7月3日—），美国歌手、演员、音乐制作人及社交名流，在80年代向西方世界宣传苏联及俄罗斯摇滚中发挥了重要作用。

## 生平
斯廷格雷生于加州洛杉矶。在她音乐生涯的早期，她在54俱乐部演出。1983年，她以乔安娜的名义发行了12英寸大小，共包含四首歌曲的首专，《Beverly Hills Brat》。
1984年，23岁的斯廷格雷与在伦敦研究音乐的姐姐一起，前往列宁格勒旅行一周。在列宁格勒，斯廷格雷被介绍给了水族馆（Aquarium）乐队的主唱，鲍里斯·格列本什科夫（Boris Grebenshchikov）。在被格列本什科夫及其他音乐人的表演所震撼后，斯廷格雷开始走私当时仍处于地下活动状态的苏联摇滚音乐专辑。
1986年6月27日，奥地利纪录片公司Big Time Records发行了由斯廷格雷制收集及制作的双份专辑《Red Wave: 4 Underground Bands from the Soviet Union》，收录了水族馆、电影、Alisa及Strannye Igry乐队的歌曲。这是苏联摇滚音乐第一次被介绍到美国。这张专辑也引起了西方艺术家，如大卫·鲍伊及安迪·沃荷的注意。戈尔巴乔夫在得知这张专辑是由一家外国公司发行之后，命令苏联文化部放宽了对国内年轻音乐家发行音乐作品的限制。
斯廷格雷直到1996年才返回美国。在这十年中，斯廷格雷除音乐制作人的身份外，还曾当过演员及电视台主持人。在离开俄罗斯后，斯廷格雷失去了与她在俄罗斯的“家人”与朋友的联系。
2018年，斯廷格雷注册了一个脸书账号，在女儿麦迪逊的帮助下，与包括格列本许科夫在内许多在俄罗斯的朋友重新建立了联系。2019年，麦迪逊协助斯廷格雷出版了一本以俄语写成的关于苏联摇滚的回忆录《Red Wave: An American in the Soviet Union Music Underground》。2020年9月，该书的英文版发行。

## 个人生活
斯廷格雷与电影乐队的吉他手，尤里·卡斯帕良于1987年2月11日结婚。尽管双方都不理解对方的语言，他们的婚姻仍持续了4年，直到他们于1991年离婚。斯廷格雷认为离婚的主要原因是双方共同的密友维克多·崔的死亡，而非语言障碍。2021年，她在一次采访中表示：“在崔死后，尤里和我两个人生活中的一切都分崩离析。那时，要理解应该怎么去生活，我最好的朋友又会在那里是困难的。”两人之间并不存在分歧，日后也仍是亲密的朋友。在离婚30多年后，两人仍关注了对方的脸书账号。
1991年，斯廷格雷与Center乐队的鼓手亚历山大·瓦西里耶夫结婚，后者是她女儿的父亲。1996年，斯廷格雷与理查德·贝斯特，一位来自加州的建筑师结婚，婚后两人住在洛杉矶。
斯廷格雷自2004年起担任比佛利山高中校友会执行董事，并兼职做房产经纪，与她的丈夫过着平静的生活，偶尔也与麦迪逊一起创作音乐。